# Christiaan Eijkman
Christiaan Eijkman (Nijkerk, 11 de agosto de 1858 — Utrecht, 5 de novembro de 1930) foi um médico e patologista holandês.
Embora Eijkman tenha sido enviado para a Indonésia para estudar o beribéri, a descoberta da causa foi acidental. Ele percebeu os sintomas em alguns frangos usados no seu laboratório, quando da alteração, temporária, da sua alimentação. Devido a problemas de saúde, Eijkman foi incapaz de continuar a sua investigação, mas um estudo realizado pelo seu amigo, Adolphe Vorderman, confirmou a ligação entre o arroz polido e a doença. Eventualmente, foi determinado que o elemento que estava em falta, e que, consequentemente, causava a beribéri, era a vitamina B1, tiamina.

## Biografia
Eijkman foi o sétimo filho de um diretor de escola na cidade de Nijkerk. Com um ano de idade o seu pai foi nomeado para dirigir uma escola em Zaandam, onde Eijkman concluiu os primeiros estudos. Em 1875, ingressou na faculdade e, em 1883, formou-se médico pela Universidade de Amsterdã. Logo em seguida, Eijkman trabalhou como médico do exército nas colônias holandesas no Arquipélago Malaio, onde permaneceu por dois anos. Foi nesse período que iniciou suas pesquisas sobre a causa do beribéri, doença causada pela falta de vitamina B1, e observou que a película do arroz continha uma substância capaz de curar a deficiência vitamínica. Esta experiência foi o primeiro trabalho científico sobre o conceito de vitaminas e sua importância. Além disso, Eijkman pesquisou aspectos ligados à fisiologia dos habitantes das regiões tropicais.
Eijkman foi professor de Saúde Pública e Medicina Forense na Universidade de Utrecht, de 1898 a 1928. Em 1929, dividiu o Nobel de Fisiologia ou Medicina com Frederick Gowland Hopkins (1861-1947), por seus estudos sobre as propriedades das vitaminas.
Casou-se duas vezes e teve uma filha. Morreu em Utrecht, em 5 de novembro de 1930.